# Hifikepunye Pohamba
Hifikepunye Lucas Pohamba (Okanghudi, 18 augustus 1935) was de tweede president van de onafhankelijke republiek Namibië. Bij de verkiezingen van 15 en 16 november 2004 kwam hij overtuigend als winnaar uit de bus. Hij is op 21 maart 2005 beëdigd als opvolger van Sam Nujoma. Op 21 maart 2015 werd hij als president opgevolgd door Hage Geingob.
Pohamba is een van de oprichters van de SWAPO-partij. Vanwege zijn politieke activiteiten in Namibië werd hij door de Zuid-Afrikaanse politie gezocht. Hij ontvluchtte naar Rhodesië maar werd uitgeleverd aan de autoriteiten in Windhoek. Hij zat vier maanden in de gevangenis en had aansluitend twee jaar huisarrest in Owamboland, in het noorden van Namibië.
Pohamba zette vervolgens in Luanda in Angola een SWAPO-kantoor op. Tot aan de onafhankelijkheid van Namibië in 1990 vertegenwoordigde Pohamba SWAPO in Afrika. Hij studeerde kort politicologie in de voormalige Sovjet-Unie. Bij de vrije verkiezingen van 1990 werd Pohamba gekozen in het parlement.
Pohamba is minister geweest op verschillende departementen: binnenlandse zaken, visserij, en land.
Sinds 2002 was Pohamba de vicepresident van SWAPO, in november 2007 werd hij gekozen als partijpresident. In april 2015 trad hij af als partijpresident. 
Na de verkiezing van zijn opvolger werd Pohamba door een Afrikaanse jury onder leiding van Salem Ahmed Salem onderscheiden met de Mo Ibrahim prijs voor good governance. Deze prijs van US dollar 5 miljoen is voorbehouden aan Afrikaanse leiders die vrijwillig afstand doen van de macht.
Sam Nujoma · Hifikepunye Pohamba · Hage Geingob · Nangolo Mbumba · Netumbo Nandi-Ndaitwah
- Gemeinsame Normdatei: 106783382X
- International Standard Name Identifier: 0000 0000 5302 076X
- Library of Congress Control Number: nr2006015287
- Nationale Bibliotheek van Israël: 987007431462605171
- Système universitaire de documentation: 196276772
- Virtual International Authority File: 34419121
- WorldCat: E39PBJw4Gf7W9HwpmhCcmwmPQq